# (33473) Porterfield
(33473) Porterfield est un astéroïde de la ceinture principale.

## Description
(33473) Porterfield est un astéroïde de la ceinture principale. Il fut découvert le 20 mars 1999 à Socorro (Nouveau-Mexique) par le projet LINEAR. Il présente une orbite caractérisée par un demi-grand axe de 2,31 UA, une excentricité de 0,06 et une inclinaison de 6,3° par rapport à l'écliptique.